# دیپلماسی پینگ پنگ
دیپلماسی پینگ پنگ به گفتگوهای پنهانی ایالات متحده آمریکا و چین در اواسط دهه ۱۹۷۰اطلاق می‌شود. در آن زمان دو کشور هنوز روابط سیاسی با یکدیگر نداشتند و برای انجام مذاکرات برگزاری یک تورنمنت پینگ پنگ را بهانه کردند. در مارس ۱۹۷۱ چینی‌ها که در جریان مذاکرات صلح ویتنام گفتگوهایی را با آمریکایی‌ها شروع کرده بودند تیم ملی پینگ پنگ آمریکا را به پکن دعوت کردند. در این تیم تعدادی از دیپلمات‌ها نیز حضور داشتند که مخفیانه با مقامات چینی گفتگو کردند. این مذاکرات سرانجام به سفر پنهانی هنری کیسینجر مشاور امنیت ملی دولت ریچارد نیکسون به پکن در ژوئیه سال ۱۹۷۱ انجامید. سفر اخیراً رئیس پاکستان به هند با هدف زیارت درگاه اجمیر شریف پس از سالها تنش میان هند و پاکستان را نیز دیپلماسی زیارت می‌نامند.